# Kaliber 44
Kaliber 44 sono un gruppo hip-hop polacco, formato alla fine del 1993 a Katowice da Piotr Łuszcz ("Magik"), Marcin Marten ("AbradAb") e Michał Marten ("Joka"). Il nome del gruppo, a detta dei componenti, non si riferisce alle armi da sparo, ma va interpretato diversamente: la prima parte del nome direva dal "calibro" dei problemi dei quali il gruppo si fa portavoce con i suoi brani; il numero 44 invece è un riferimento alla poesia profetica "Dziady", scritta dal poeta polacco Adam Mickiewicz.
Nad ludy i nad króle podniesiony;
Na trzech stoi koronach, a sam bez korony;
A życie jego - trud trudów,
A tytuł jego - lud ludów;
Z matki obcej, krew jego dawne bohatery,
A imię jego czterdzieści i cztery.
Sulla gente e sui re elevato;
Egli si erge su tre corone, ma è senza corona;
E la sua vita - la più difficile delle difficoltà,
Ed il suo titolo - la persona del popolo;
Da una madre straniera, il suo sangue è degli eroi antichi;
Ed il suo nome quarantaquattro.

## Membri
- AbradAb (1993-2003, 2013)
- DJ Eprom (2023)

### Altri Musicisti
- Joka (1993-2003, 2013-2025)
- Mag Magik I (1993-1998)
- DJ Feel-X (1997-2003, 2013-2014)
- Lukatriks (1993-1996)
- Gano (1993-1995)

## Discografia

### Album di Studio
- Księga Tajemnicza. Prolog [Libro segreto. Prologo](1996)
- W 63 minuty dookoła świata [In 63 minuti attorno al mondo](1998)
- 3:44 (2000)
- Ułamek Tarcia [Frazione di attrito](2016)

### Singles
- "Magia i miecz" [La magia e la spada](1996)
- "Film" [Film](1998)
- "Konfrontacje/Rutyny" [Confronti/Routine](2000)
- ''(Why is it) Fresh'' [(Perché è) Fresco](2016)
- ''Nieodwracalne zmiany'' [Cambiamenti irreversibili](2016)
- ''Czarny Śląsk'' [Slesia Nera](2023)
- ''TEN STYL, TEN RAP'' [QUESTO STILE, QUESTO RAP](2024)